# Teoretisk fysik
Teoretisk fysik er et område i fysikken der beskæftiger sig med matematiske modeller og abstraktioner af fysik for at rationalisere, forklare og forudse naturlige fænomener. Det er den ene af de to hovedgrene inden for fysik, hvor den anden er eksperimentel fysik. 
Grænsefladen mellem teoretisk fysik og matematik kaldes for matematisk fysik.
| Fysik | Spire Denne artikel om fysik er en spire som bør udbygges. Du er velkommen til at hjælpe Wikipedia ved at udvide den. |